# Valdis Zatlers
Valdis Zatlers, född 22 mars 1955 i Riga, är en lettisk politiker. Han var Lettlands president 8 juli 2007–8 juli 2011. Zatlers har en bakgrund som läkare. Han har arbetat som kirurg inom ortopedin.

## Bakgrund
Zatlers tog sin läkarexamen i Riga 1979. Han har arbetat på Sjukhus nr. 2 där han tillträdde som chef för traumaenheten 1985. Från 1994 var Zatlers verksamhetschef vid en särskild klinik för traumatologi och ortopedi. Han var från 1998 även dess styrelseordförande. Inför tillträdet som Lettlands president skildes Zatlers från detta uppdrag, i enlighet med landets grundlag. Zatlers deltog som kirurg i det akutmedicinska arbetet i samband med Tjernobylkatastrofen. I april 2007 dekorerades Zatlers med Trestjärneorden (Triju Zvaigžņu ordenis) av fjärde storleken, för sina förtjänster i samband med kärnkraftsolyckan.

## Politisk bakgrund
Valdis Zatlers valdes till Lettlands president i juni 2007 sedan 58 av 100 ledamöter i parlamentet ställt sig bakom hans kandidatur.
Valdis Zatlers var då han tillträdde presidentposten politiskt sett ganska oprövad. Han var styrelseledamot 1988–1989 i den lettiska folkfront som först drev kravet på nationell självständighet för Lettland samt utträde ur Sovjetunionen. Zatlers har inte varit medlem av något politiskt parti. Dock undertecknade han ett manifest för det lettiska folkpartiet (Tautas partija) i samband med att det partiet grundades 1998.

## Personlig vandel
2003 inledde den lettiska antikorruptionsmyndigheten undersökningar där Zatlers granskades på begäran av hälso- och sjukvårdsminister Āris Auders; denne hade tidigare varit anställd av Zatlers. Auders anklagade Zatlers för att ha köpt och använt ryggradsimplantat av undermålig kvalitet. Implantaten skulle ha handlats in från ett företag vilket kontrollerades av Zatlers fru och den vice verkställande direktören vid sjukhuset där Zatlers var verksam. Undersökningen frikände dock Zatlers på samtliga punkter.
I medias granskning som föregick presidenttillträdet framkom det att Zatlers hade underlåtit att redovisa gåvor från patienter. För detta mottog Zatlers ett föreläggande från den lettiska skattemyndigheten på motsvarande 3400 svenska kronor. Zatlers godtog föreläggandet och reglerade skulden.

## Privatliv
Valdis Zatlers är gift med Lilita Zatlere. De har tre barn tillsammans.